# Sterculia ripicola
Sterculia ripicola är en malvaväxtart som beskrevs av Gottfried Wilhelm Johannes Mildbraed. Sterculia ripicola ingår i släktet Sterculia och familjen malvaväxter. Inga underarter finns listade i Catalogue of Life.